# Crion
Crion ist eine französische Gemeinde mit 111 Einwohnern (Stand: 1. Januar 2022) im Département Meurthe-et-Moselle in der Region Grand Est (bis 2015 Lothringen). Die Gemeinde gehört zum Arrondissement Lunéville und zum Kanton Lunéville-1.

## Geographie
Crion liegt etwa 27 Kilometer ostsüdöstlich von Nancy. Umgeben wird Crion von den Nachbargemeinden Bauzemont und Hénaménil im Norden, Laneuveville-aux-Bois im Osten und Südosten, Croismare im Südosten und Süden, Sionviller im Süden, Bienville-la-Petite im Südwesten und Westen sowie Raville-sur-Sânon im Westen und Nordwesten.

## Bevölkerungsentwicklung
| Jahr                       | 1962 | 1968 | 1975 | 1982 | 1990 | 1999 | 2006 | 2019 |
| Einwohner                  | 105  | 93   | 87   | 103  | 112  | 101  | 93   | 104  |
| Quellen: Cassini und INSEE |      |      |      |      |      |      |      |      |

## Sehenswürdigkeiten
- Kirche Saint-Jean-Bosco aus dem 18. Jahrhundert

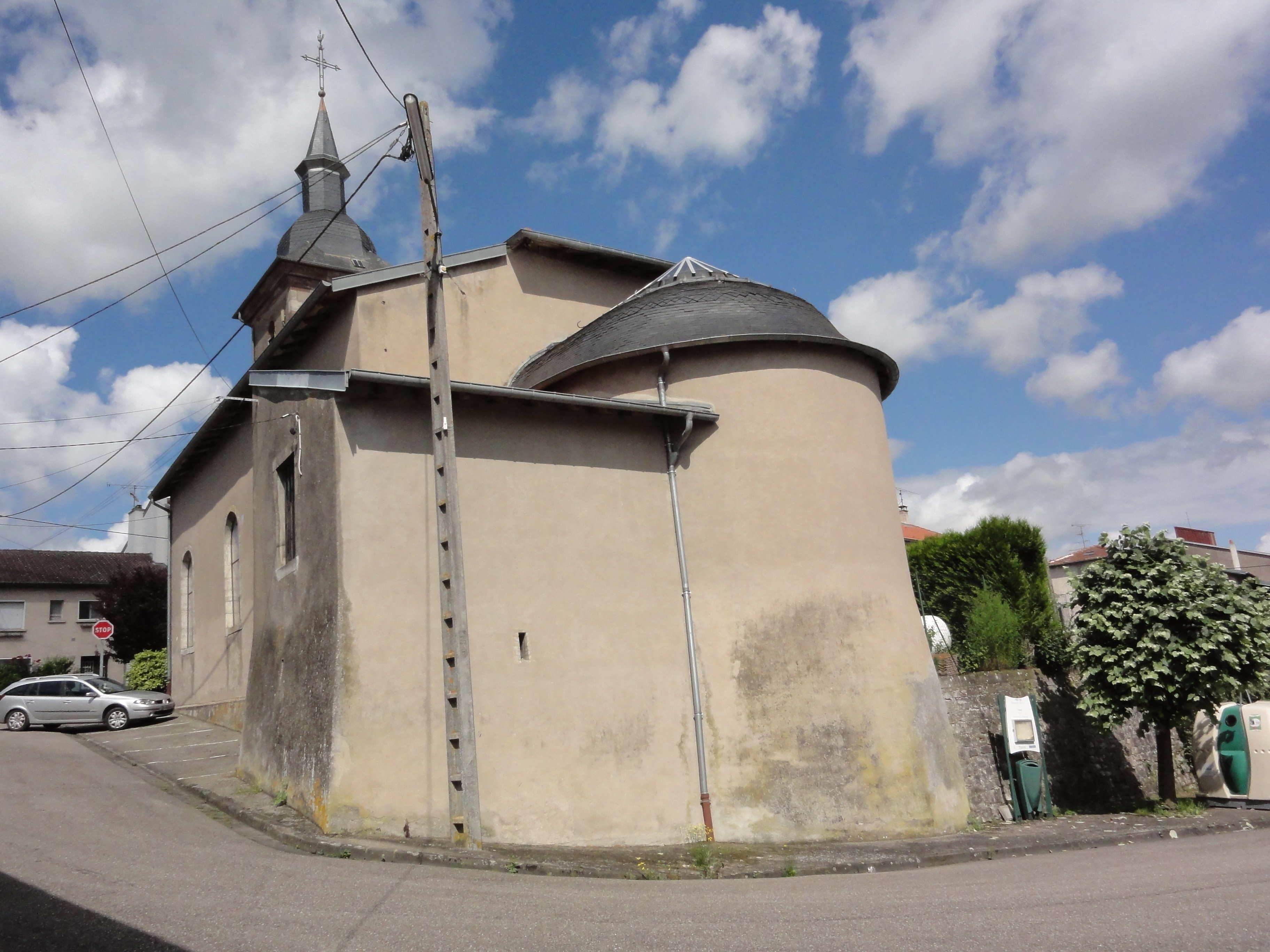
Kirche Saint-Jean-Bosco